# Pfleggericht Abtenau

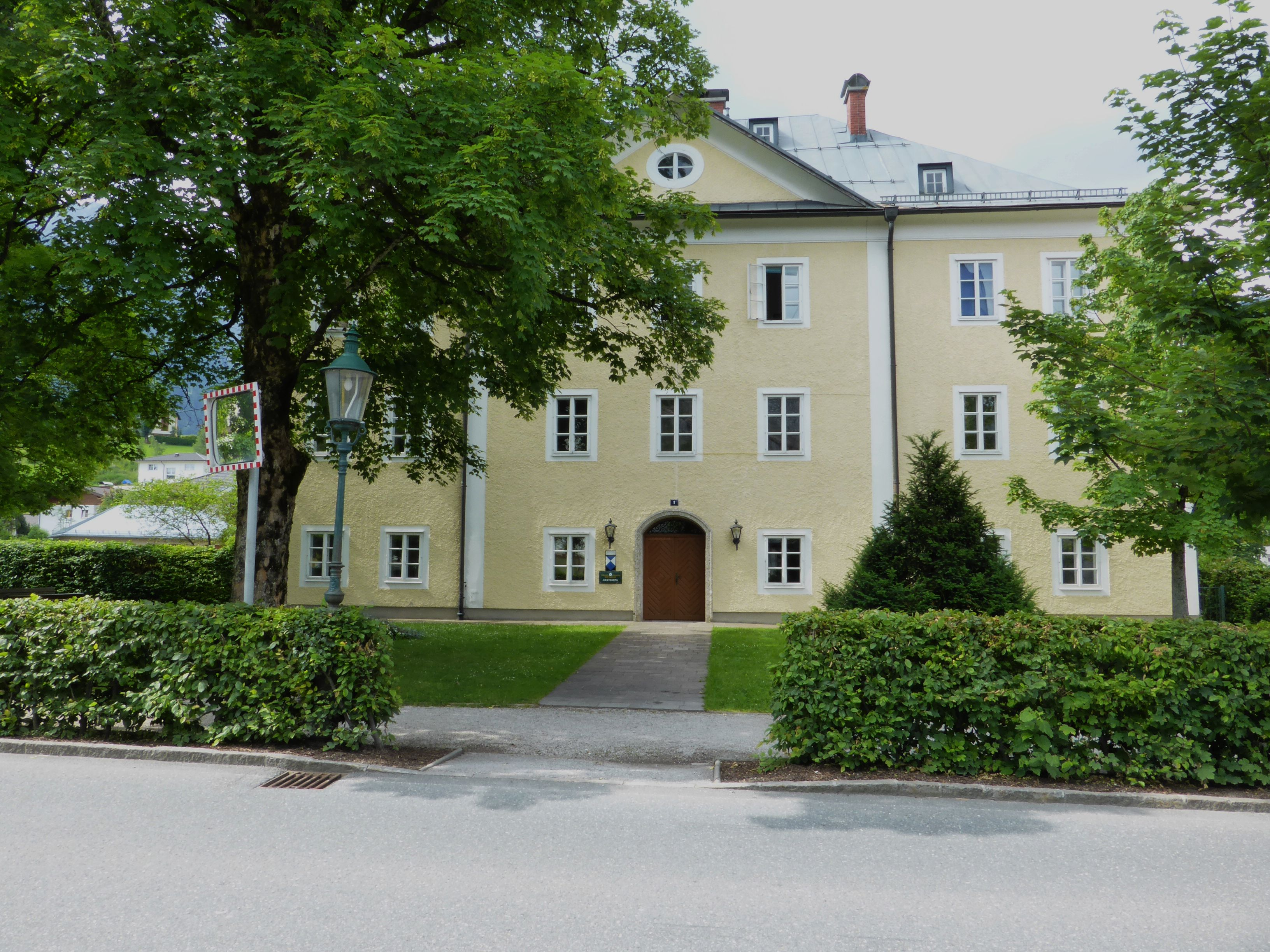
Ehemaliges Pfleg- und Landgericht Abtenau

Das Pfleg- und Landgericht Abtenau war eine Gerichts- und Verwaltungsbehörde des Erzstifts Salzburg und seiner Rechtsnachfolger. Sitz war Abtenau im heutigen österreichischen Bundesland Salzburg. Das ehemalige Gerichtsgebäude befindet sich noch heute im Ortszentrum.

## Geschichte
Abtenau ist erstmals 1124 in einer Urkunde des Stifts St. Peter zu Salzburg erwähnt, Appanouwa (zu ‚Aue‘) als Rodung im bis dahin weitgehend unbesiedelten Tal der (schon um 800 so genannten) Lamara. Erzbischof Konrad I. gab sie den Äbten von St. Peter zu Eigen. Als erster Richter im Lammertal wird Heinrich von Gutrat bereits 1299 urkundlich erwähnt. 1507 wurde Abtenau durch den Landesherrn Erzbischof Leonhard von Keutschach zum Markt erhoben und ein Pfleg- und Landgericht in Abtenau eingerichtet.
An der Spitze des Pflegamtes stand ein Pfleger, dem ein Landrichter nachgeordnet war. Wie im Heiligen Römischen Reich üblich war die Trennung der Rechtsprechung von der Verwaltung nicht umgesetzt. Die Ämter waren sowohl erstinstanzliche Gerichte als auch Verwaltungs-, Polizei- und Steuerbehörden.
1803 wurde das Erzstift Salzburg in ein säkularisiertes Kurfürstentum umgewandelt, die Pfleggerichte blieben bestehen. 1805 wurde Salzburg zusammen mit Berchtesgaden dem neuen Kaisertum Österreich zugeschlagen und 1810 wieder an das Königreich Bayern angegliedert. 1811 wurde ein bayerisches Landgericht älterer Ordnung in Abtenau gebildet. 1816 kam das Gebiet mit dem Vertrag von München 1816 zu Österreich. Die Bezeichnung Pfleggericht wurde in Österreich noch bis zur Revolution 1848 verwendet. Der Gerichtsbezirk Abtenau wurde gemeinsam mit 22 anderen Gerichtsbezirken in Salzburg durch einen Erlass des k.k. Oberlandesgerichtes Linz am 4. Juli 1850 geschaffen. Der Gerichtsbezirk Abtenau wurde mit 31. Dezember 2002 aufgelöst und seine Sprengel Rußbach, Abtenau und Annaberg-Lungötz dem Gerichtsbezirk Hallein zugewiesen.

## Gerichtsgebäude
1772 war das Gebäude des Pfleggerichts durch den vorbeifließenden Bach und den Weiher so geschädigt, dass ein Neubau durch den Hofmaurermeister Jacob Pogensperger geplant wurde. So entstand 1773 das noch heute bestehende Gerichtsgebäude.
Es handelt sich um ein zweigeschoßiges Gebäude mit einem vorspringenden Mittelrisalit und einem nordseitigen Giebel. Im Unterschied zu den ursprünglichen Plänen wurde das Gebäude statt mit fünf mit sieben Fensterachsen errichtet, das geplante geschwungene Giebelfenster wurde als einfaches Ochsenauge ausgeführt. Die leicht gebogene Tür ist im Originalzustand erhalten, ebenso das Zeltdach über einem breiten Hohlkehlengesims. 1984–1989 wurde das Gebäude generalsaniert.
Nach dessen Auflösung 2002 fungiert das Gebäude des ehemaligen Bezirksgerichts als Gemeindeamt für Abtenau.